# غيوم لايماي-ثايفيرج
غيوم لايماي-ثايفيرج هو ممثل كندي، ولد في 28 فبراير 1976 في كندا.

## وصلات خارجية
- غيوم لايماي-ثايفيرج على موقع IMDb (الإنجليزية)
- غيوم لايماي-ثايفيرج على موقع ألو سيني (الفرنسية)
- غيوم لايماي-ثايفيرج على موقع أول موفي (الإنجليزية)
- غيوم لايماي-ثايفيرج على موقع قاعدة بيانات الأفلام السويدية (السويدية)
- غيوم لايماي-ثايفيرج على موقع قاعدة بيانات الفيلم (الإنجليزية)
- غيوم لايماي-ثايفيرج على موقع كينوبويسك (الروسية)